# Depresiunea Kuma-Manîci
Depresiunea Kuma-Manîci, situată în sud-vestul Rusiei, este frontiera convențională dintre Europa și Asia pe porțiunea dintre Marea Azov la vest și Marea Caspică la est. Geologic reprezintă hotarul dintre cîmpia Rusă și masivul caucazian. Are lățimea de la 1 pînă la 20 km, fiind de fapt o suită de lacuri sărate dintre care cel mai mare este Manîci-Gudilo. În trecut a fost de mai multe ori o strâmtoare maritimă îngustă și foarte lungă ce conecta Marea Azov cu Marea Caspică (pentru ultima dată Marea Caspică ar fi fost conectată cu Oceanul Mondial acum 10 mii de ani).